# La Gaia Scienza (teatro)
La Gaia Scienza fu una compagnia teatrale di Roma della postavanguardia italiana fondata nel 1975. La compagnia, che prende il nome dal testo di Friedrich Nietzsche era composta nel suo nucleo artistico originario da Giorgio Barberio Corsetti, Marco Solari e Alessandra Vanzi. Hanno inoltre lavorato come attori per diversi anni con il gruppo teatrale la Gaia Scienza Nunzia Camuto, Aurelio Cianciotta, Irene Grazioli e Guidarello Pontani.

## Storia de La Gaia Scienza
Gli spettacoli de La Gaia Scienza rappresentano un punto d'incontro tra il teatro d'azione, fondato sulla presenza dell'attore slegato da ogni necessità di rappresentazione e una complessità nella progettazione della scena, affidata soprattutto al ruolo degli oggetti e dei materiali che vanno ad influenzare quel "campo di forze" che la scena si trova ad essere.
Con Cuori Strappati (1983), la compagnia arriva ad un punto di svolta superando gli ambiti della performance propri della postavanguardia, con la necessità di invadere spazi sempre più ampi. Il gruppo si divide in occasione della Biennale di Venezia (Teatro) del 1984. Dopo lo scioglimento i membri del gruppo diedero vita a due diverse compagnie: la compagnia G. B. Corsetti e la compagnia Solari-Vanzi.

## Spettacoli
- 1976 - La rivolta degli oggetti
- 1976 - Luci della città
- 1977 - Cronache marziane
- 1977 - Una notte sui tetti
- 1978 - Blu oltremare
- 1978 - Sogni proibiti
- 1978 - L'uomo che sapeva troppo
- 1978 - Malabar Hotel
- 1979 - La macchina del tempo
- 1979 - Il ladro di Bagdad
- 1979 - La corrente del Golfo
- 1980 - Ensemble
- 1980 - Variations III di John Cage
- 1980 - Così va il mondo
- 1982 - Gli insetti preferiscono le ortiche
- 1983 - Cuori strappati e Animali sorpresi distratti
- 1984 - Notturni diamanti
- 1984 - Il ladro di anime